# 细梗杜茎山
细梗杜茎山（学名：Maesa macilenta），为紫金牛科杜茎山属下的一个种。

## 扩展阅读
維基物種上的相關：细梗杜茎山